# 希克斯山
71°8′S 64°39′E / 71.133°S 64.650°E
希克斯山（英語：Mount Hicks）是南極洲的山峰，位於麥克羅伯特森地，屬於查爾斯王子山脈的一部分，處於哈斯基山西南面22公里，在1960年由澳大利亞探險隊拍攝空中照片，現時由南極條約體系管理。